# Silberstein (Geroldsgrün)
Silberstein ist ein Gemeindeteil der Gemeinde Geroldsgrün im Landkreis Hof (Oberfranken, Bayern). Silberstein liegt in der Gemarkung Dürrenwaid.

## Geographie
Die Siedlung liegt linksseitig am Eingang des tief eingeschnittenen Talabschnitts der Ölsnitz, der als Dürrenwaider Tal bezeichnet wird, und ist allseits vom Geroldsgrüner Forst umgeben. Eine Gemeindeverbindungsstraße führt nach Neumühle zur Staatsstraße 2198 (0,3 km nordöstlich).

## Geschichte
1921 gründeten Dürrenwaider Bürger aufgrund von Baulandmangel eine Siedlungsgenossenschaft und rodeten die Waldabteilung Silberhügel über dem Ölsnitztal. Die Siedlung Silberstein entstand. Der Name des Ortes nimmt Bezug auf einen ehemaligen Silberstollen, der jedoch wenig ertragreich war. Am 1. Juli 1972 wurde Silberstein im Zuge der Gebietsreform in Bayern nach Geroldsgrün eingemeindet.

### Einwohnerentwicklung
| Jahr      | 001925 | 001950 | 001961 | 001970 | 001987 |
| Einwohner | 38     | 152    | 223    | 292    | 280    |
| Häuser    | 6      | 21     | 45     |        | 87     |
| Quelle    | [ 9 ]  | [ 10 ] | [ 11 ] | [ 12 ] | [ 1 ]  |

## Religion
Der Ort ist evangelisch-lutherisch geprägt und bis hete nach St. Jakobus (Geroldsgrün) gepfarrt.